# Gonomyia peracuta
Gonomyia peracuta är en tvåvingeart. Gonomyia peracuta ingår i släktet Gonomyia och familjen småharkrankar.

## Underarter
Arten delas in i följande underarter:
- G. p. conifera
- G. p. peracuta